# Richard Hering (Komponist)
Richard Hering (* 27. Juni oder 26. Juni  1856 in Budissin (heute Bautzen); † 20. Juni 1943 in Baden-Baden) war ein deutscher Musikkritiker, Komponist, Jurist und Redakteur. 

## Leben
Nach dem Besuch der Volkshochschule und des Gymnasiums in Bautzen (1867–1878) studierte er auf Wunsch der Eltern von 1878 bis 1883 zunächst Rechtswissenschaften in Leipzig, danach studierte er ein Jahr am dortigen Konservatorium. Er arbeitete dann als Rechtsanwalt in Dresden und Musikkritiker für verschiedene Zeitungen. Von 1919 bis 1921 war er Mitglied des Polizeipräsidiums in Dresden, Mitte der 1920er Jahre übersiedelte er in die Schweiz, kehrte 1933 jedoch nach Deutschland zurück.
Als Komponist schuf er im Wesentlichen Lieder.
Sein Vater war der Komponist Carl Eduard Hering, sein Großvater der Komponist Carl Gottlieb Hering, sein Onkel der Mediziner Constantin Hering.